# Thích ty bào học
Nhà thích ty bào học là nhà động vật học chuyên về ngành Thích ty bào.

## Danh sách
- Browne, Edward Thomas (1866–1937)
- Bigelow, Henry Bryant (1879–1967)
- Kirkpatrick, Randolph (1863–1950)
- Kishinouye, Kamakichi (1867–1929)
- Kramp, Paul Lassenius (1887–1975)
- Mayer, Alfred G. (1868–1922)